# Конвой M-23/M-24
Конвой M-23/M-24 — японський конвой часів Другої світової війни, проведення якого відбувалось у червні 1944-го.
M-23/M-24 належав до серії конвоїв, які в 1943—1944 роках ходили між розташованим на північному сході Нідерландської Ост-Індії островом Хальмахера (зокрема, відігравав важливу роль у постачанні японських сил на заході Нової Гвінеї) та важливим транспортним хабом у Манілі.
До складу конвою увійшли транспорти «Хіноде-Мару», «Юкі-Мару», «Ацута-Мару» (Atsuta Maru), «Генкай-Мару», «Тейю-Мару» (Teiyu Maru), «Пасифік-Мару» та «Цукубасан-Мару» (Tsukubasan Maru). Охорону забезпечували кайбокан (фрегат) CD-3, тральщик W-5 і мисливці за підводними човнами CH-41 та CH-46.
16 червня 1944-го загін вийшов із затоки Кау (глибоко вдається в острів Хальмахера з півночі). Тієї ж доби біля східного узбережжя острова Моротай, японський загін атакував підводний човен USS Bream, якому вдалось уразити два транспорти. В «Юкі-Мару» влучили дві торпеди, судно розломилось та затонуло, загинуло 18 членів екіпажу. «Хіноде-Мару» поцілили торпедою в машинне відділення, після чого корабель втратив хід та був наступної доби винесений на рифи, де його визнали остаточною втратою. На «Хіноде-Мару» загинуло 19 членів екіпажу та 3 пасажири.
17 червня 1944-го загін прибув до Менадо (північно-східне завершення острова Сулавесі), після чого W-5 попрямував назад. За дві доби, 19 червня, він повів з Кау транспорти «Бельгія-Мару» (Belgium Maru), «Канкьо-Мару» (Kankyo Maru), «Муроран-Мару», що також прибули до Менадо та приєднались до попередніх, тоді як W-5 знову повернувся на острів Хальмахера.
21 червня 1944-го з Маніли назустріч конвою вийшов тральщик W-28, що надавав додаткову охорону на останній ділянці маршруту.